# Međunarodni skijaški savez
Međunarodni skijaški savez (Međunarodna skijaška federacija) ili kraće FIS (od fr. Fédération internationale de ski), međunarodna je udruga nacionalnih skijaških saveza koja upravlja skijaškim športovima i disciplinama kao što su alpsko skijanje, nordijsko skijanje, skijaški skokovi, skijaško trčanje, sklijanje slobodnim načinom i snježno daskanje. FIS se bavi organizacijom natjecanja, objavom pravila i kalendara natjecanja, organizacijom Svjetskoga skijaškog kupa i Svjetskih prvenstava, itd.
Savez nije nadležan za biatlon, koji u sebi uz streljaštvo i uključuje i nordijsko skijanje kao sastavnu disciplinu.

## Zanimljivosti
Tijekom Drugoga svjetskog rata ovaj je savez jedini uspio održati natjecanje za prvenstvo svijeta.

## Vanjske poveznice
- Službena stranica